# Rzekietka
Rzekietka [pronunciación en polaco: /ʐɛˈkʲɛtka/] es un pueblo ubicado en el distrito administrativo de Gmina Lubochnia, dentro del Condado de Tomaszów Mazowiecki, Voivodato de Łódź, en Polonia central. Se encuentra aproximadamente a 4 kilómetros al norte de Lubochnia, a 14 kilómetros al norte de Tomaszów Mazowiecki, y a 44 kilómetros al este de la capital regional Łódź.